# Mariensäule (Köln)

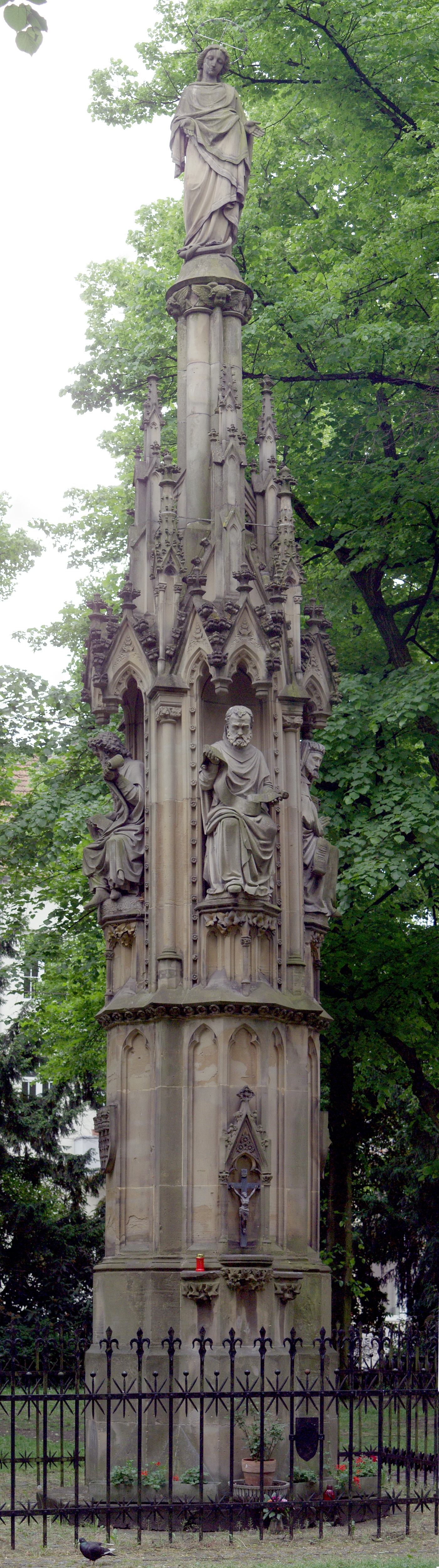
Gesamtansicht der Mariensäule

Die Kölner Mariensäule ist eine der ältesten unter den rheinischen Mariensäulen. Dieses Denkmal der Marienverehrung aus Udelfanger Sandstein wurde von Vincenz Statz im neugotischen Stil entworfen und 1858 fertiggestellt; heute steht die Säule auf dem Gereonsdriesch, einer kleinen Parkanlage im Stadtteil Altstadt-Nord in unmittelbarer Nähe zum Ostchor der romanischen Kirche St. Gereon.

## Entstehungsgeschichte
Am 8. Dezember 1854 verkündete Papst Pius IX. das Dogma der unbefleckten Empfängnis Marias; in der Folge führte dies vielerorts zu einer verstärkten Marienverehrung. Im traditionell katholischen Köln, dessen Bevölkerung allerdings seit 1815 im Spannungsverhältnis mit seiner preußischen Stadtverwaltung stand, gründete sich bereits im April 1855 ein Verein zur Errichtung eines Standbildes Maria Immaculata. In der Bevölkerung war dieser Plan durchaus nicht unumstritten, Zeitungsaufrufe sprachen von einer „unpraktischen“ Idee, mit der man sich „verzettele“ (der Kölner Dom wurde erst 1880 endgültig fertiggestellt). Als alternatives Symbol der tätigen Marienverehrung wurde auch der Bau eines Krankenhauses vorgeschlagen. 
Der Verein verfolgte seinen Plan jedoch weiter, und am 1. September 1855 veröffentlichte das Organ für christliche Kunst, ein „Kampfblatt der Neugotiker“, einen ersten Entwurf von Vincenz Statz, der sich von der schließlich ausgeführten Version noch unterschied. 
Beinahe gleichzeitig mit den Planungen zur Mariensäule wurde bekannt, dass die Stadt die Errichtung eines monumentalen Reiterdenkmals für König Friedrich Wilhelm III. plane. Hier manifestierten sich die Gegensätze in der Stadt: auf der einen Seite die preußische Verwaltung mit dem Bürgermeister Hermann Joseph Stupp und einem klassizistischen Reiterdenkmal, auf der anderen Seite die katholische Kölner Bürger mit einer gotischen Mariensäule. Der preußische König als weltlicher Schutzherr, Maria als religiöse Beschützerin von Stadt und Erzbistum. 

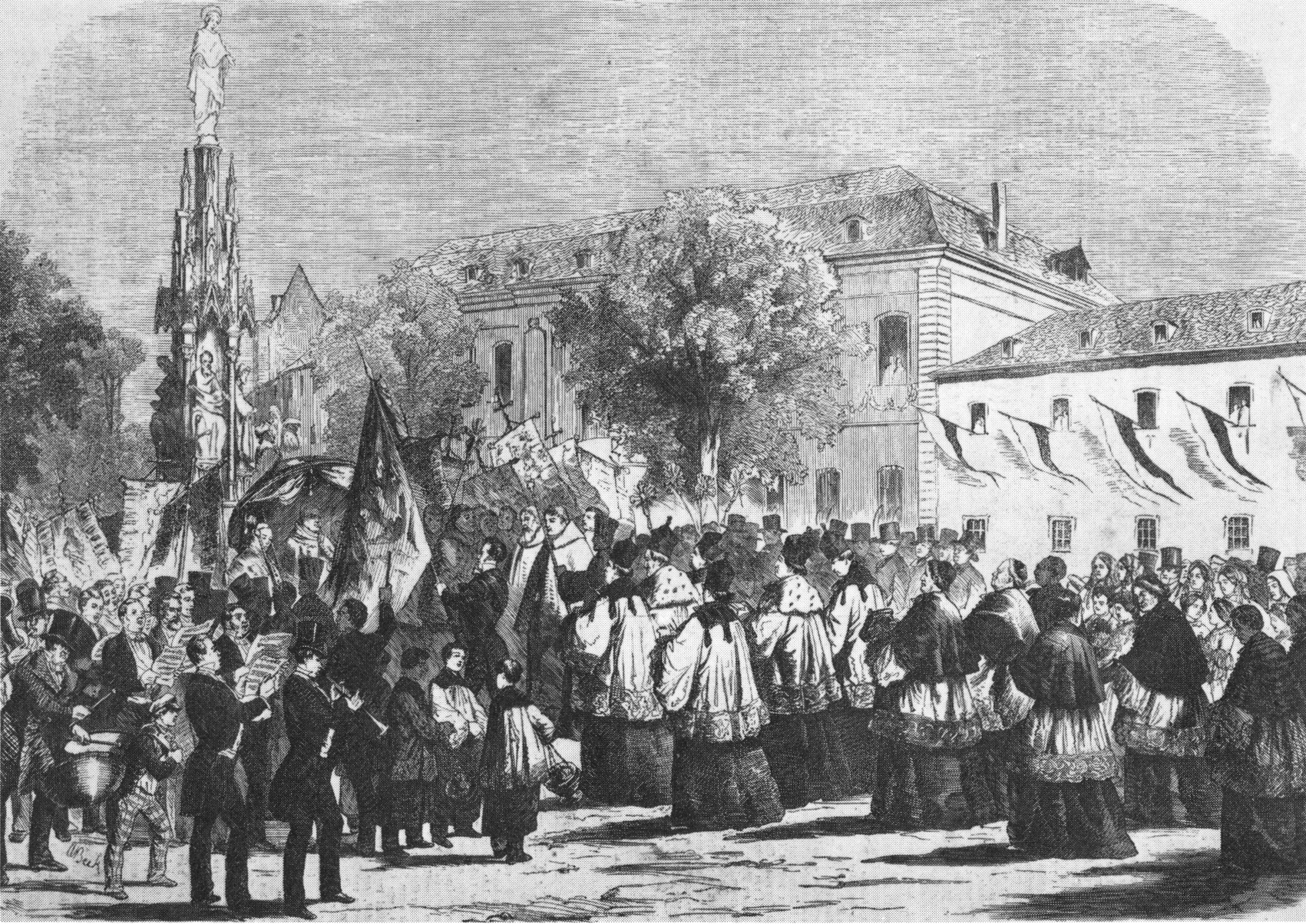
Einweihung im September 1858

Der ursprüngliche Plan des Vereins, die Mariensäule am Alter Markt – vis-à-vis zum Rathaus – aufzustellen, scheiterte an der Ablehnung der Stadtverwaltung. Als Standort wurde ein Platz in der Gereonstraße, vor dem erzbischöflichen Palais, gewählt. 
An der Feier der Grundsteinlegung am 2. Juni 1857 nahmen 25.000 Menschen teil, und im Mai 1858 war die Säule fertiggestellt. Die bereits früher umgesetzte Marienskulptur hatte einen vorübergehenden Platz in der romanischen Kirche St. Maria im Kapitol erhalten. Die Einweihung fand erst im September 1858 anlässlich der 10. Generalversammlung der katholischen Vereine Deutschlands statt. Der Politiker August Reichensperger betonte noch einmal die Bedeutung des Denkmals als „Sinnbild der katholischen Einheit“.

## Wechsel des Standorts
Als der Wunschstandort „Alter Markt“ von der Stadtverwaltung abgelehnt wurde, erhielt die Mariensäule ihren Platz auf dem Mittelstreifen der Gereonstraße, direkt vor dem erzbischöflichen Palais. 
Als zu Beginn des 20. Jahrhunderts die Kölner Straßenbahn ausgebaut wurde, musste die Säule dem Schienenstrang weichen: man verlegte sie 1901 an den Gereonsdriesch, einen Platz südöstlich vor dem Chor von St. Gereon, am Übergang von Christoph- zu Gereonstraße. Der Gereonsdriesch hatte ursprünglich zum Gereonsstift gehört und ist seit Anfang des 18. Jahrhunderts mit einem dreireihigen Carré aus Lindenbäumen bepflanzt. Die Mariensäule erhielt ihren Platz an der Südseite des Gereonsdrieschs, wo sie bis in die Gegenwart steht. Die ursprüngliche Ostseite der Säule weist heute nach Norden. 

## Stil
Die Kölner Mariensäule ist im neugotischen Stil gestaltet, was einerseits dem romantischen Zeitgeschmack entsprach, andererseits betonte man mit dem Rückgriff auf das vorreformatorische Mittelalter einen „katholischen“ Stil für ein originär katholisches Denkmal. 
Zu einem Formenvergleich kann das gotische Bonner Hochkreuz aus dem 14. Jahrhundert herangezogen werden, das bis heute erhalten ist. Dieses wurde ursprünglich sowohl von Mitgliedern der Kölner Dombauhütte erbaut als auch im 19. Jahrhundert restauriert. 
Nachmittelalterliche Mariensäulen in barockem Stil waren im Rheinland weniger verbreitet als etwa in Süddeutschland und Österreich, eine barocke Kölner Säule war bereits im 19. Jahrhundert nicht erhalten. 
Von Figurenprogramm – vier Propheten und die segnenden Marienfigur – entspricht die Kölner Säule weitestgehend der ersten Mariensäule auf der Piazza di Spagna in Rom, die nach der Veröffentlichung der päpstlichen Bulle entstand.

## Beschreibung

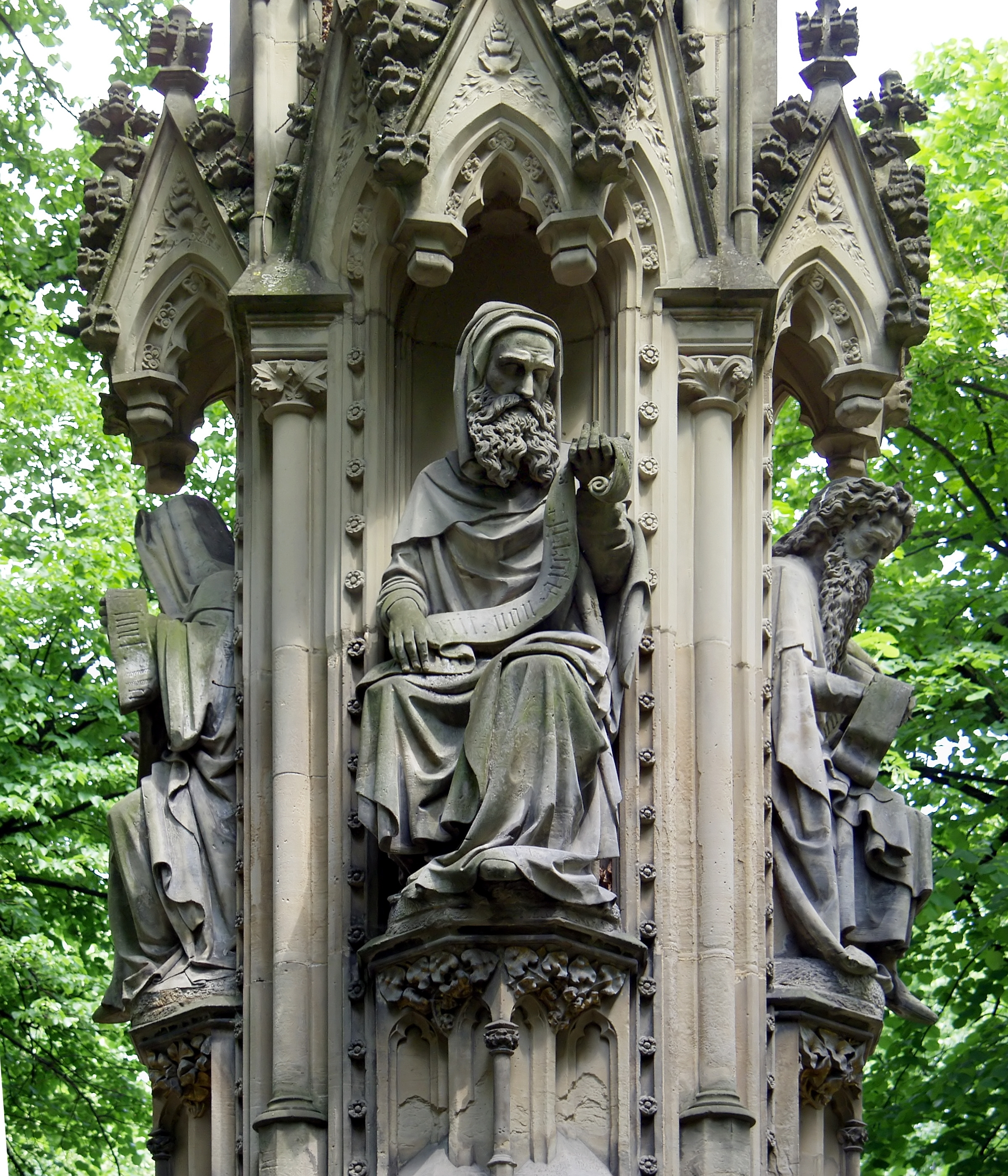
Figur des Propheten Ezechiel

Insgesamt wirkt die Kölner Mariensäule in ihrem neugotischen Stil wie „ein Stück vom Dom“. Es handelt sich um einen einzelnen, denkmalartigen Pfeiler mit einer Marienfigur auf der Spitze. Umgeben ist die Säule von einem schmiedeeisernen Zaungitter, das in den 1980er Jahren nach dem alten Vorbild erneuert wurde. 
Über einem polygonförmigen Grundriss erheben sich über zwei kleinen Stufen drei ineinander übergehende Geschosse. 
Im unteren Geschoss öffnet sich zur Nordseite ein Tabernakel, die drei weiteren Seiten werden durch jeweils ein Wappenrelief geschmückt: das von Papst Pius IX., das der Stadt Köln und des damaligen Erzbischofs Johannes von Geissel (siehe hierzu: Geißel (Heraldik)) 
Das zweite Geschoss wird durch vier üppig verzierte offene Nischen gebildet, in denen auf Konsolen jeweils eine sitzende Prophetenfigur ihren Platz hat, u. a. Ezechiel und Jeremias, Schriftrollen in den Händen haltend.
Oberhalb der Nischen, deren Abschluss durch verzierte Baldachine gebildet wird, erhebt sich das dritte Geschoss der Säule. Den Übergang zur Pfeilerspitze – einer schlanken, gebündelten Säule – ergänzen kleine abgestufte Türmchen (Fialen). 
Den Abschluss der Pfeilerspitze, damit gleichzeitig den Sockel der Marienskulptur auf der Spitze bildet ein Kranz von geflügelten Engelsköpfen.
Die Säule ist 13,50 Meter hoch und an seiner breitesten Stelle 2,50 Meter breit und tief. Die eigentliche Marienfigur ist 2,67 m hoch; sie ist als Immaculata, aufrecht stehend mit einer Schlange und einer Mondsichel zu ihren Füßen, dargestellt. Die Hände sind segnend nach unten ausgebreitet und um den Kopf ist ein metallischer Heiligenschein mit Sternen angebracht. Ein ursprünglich die ganze Figur umgebender Metallbogen, der vermutlich Beleuchtungszwecken diente, ist nicht mehr vorhanden.

## Künstler und Finanzierung
Der architektonische Gesamtentwurf zur Säule stammt von Vincenz Statz, einzelne Elemente wurden jedoch von anderen Künstlern und Kunsthandwerkern ausgeführt: 
Die Propheten wurden vom Dombildhauer Peter Fuchs nach Zeichnungen von Eduard Jakob von Steinle umgesetzt, der ebenfalls die Entwürfe für die Marienfigur lieferte. Diese wurde vom Bildhauer Gottfried Renn realisiert. 
Finanziert wurden die Prophetenfiguren von Kölner Handwerkern, die Marienfigur von Jungfrauenkongregationen. Das Metallgitter stiftete die Kölner Schlosserinnung.